# Blood Out
Pour plus de détails, voir Fiche technique et Distribution.
Blood Out est un film américain réalisé par Jason Hewitt et sorti en 2011.

## Résumé
David Savion, petit voyou et membre d'un gang, a été tué pour avoir voulu le quitter, pour se marier avec sa petite amie. 
Son grand frère, Michael, policier près de Baltimore, démissionne pour infiltrer le gang et prendre sa revanche sur les personnes qui l'ont tué.

## Fiche technique
- Réalisation : Jason Hewitt
- Scénario : Jason Hewitt, John A. O'Connell
- Producteurs : Michael Arata, Jason Hewitt, Carsten H.W. Lorenz et 50 Cent
- Musique : Jermaine Stegall
- Photographie : Christian Herrera
- Décors : Ruston Head
- Costumes : Sandra Algood Taylor
- Distribution : Grindstone Entertainment Group, Universal Pictures Vidéo
- Durée : 90 min
- Genre : Action, policier et thriller
- Pays de production :  États-Unis
- Dates de sortie : 
  - États-Unis : 26 avril 2011 (Direct-To-Video)
  - France : 20 septembre 2011 (Direct-To-Video)

## Distribution
- Luke Goss (V. F. : Patrick Bethune) : Michael Savion
- Val Kilmer (V. F. : Philippe Vincent) : Arturo
- 50 Cent (V. F. : Raphaël Cohen) : Inspecteur Hardwick
- Vinnie Jones (V. F. : Guillaume Orsat) : Zed
- Tamer Hassan (V. F. : Lionel Tua) : Elias
- AnnaLynne McCord  (V. F. : Aurélie Nollet) : Anya
- Ed Quinn (V. F. : Xavier Fagnon) : Anthony
- Ryan Donowho (V. F. : Fabrice Fara) : David Savion
- Stephanie Honore (V. F. : Bénédicte Bosc) : Gloria
- Sam Medina (V. F. : Jérôme Pauwels) : Squat
- Shaun Grant (V. F. : Fabien Jacquelin) : Billy
- Franklin Roberto 'Bobby' Lashley : Hector
- Laura Bach : Donna
- Michael Arata : Inspecteur
- Shanna Forrestall : Concierge
- Jake Moran (V. F. : Loïc Houdré) : Jesus
- Margo Swisher : Réceptionniste
- Damon Lipari : Stix
- Isabella Anais Hewitt : Veronica
- Chukwama 'Chima Chekwa' Onwuchekwa : Kelvin Martin
- Debby Gaudet : Femme sans-abri
- Jason Hewitt : Inspecteur Jones
- Cherie Thibodeaux : Rose
- Kim Ormiston : Garde du corps d'Elias / Ange SM
- Misty Ormiston : Garde du corps d'Elias / Ange SM
- Nicholas Russel : Nate
- John Lewis, Jesse Pruett et Kyrt Gates : Accros aux métaamphétamines
- Kendrick Smith et Dominic Cooper : Indigos
- Lily Solange Hewitt : Sally
- Richard Zeringue : Shérif Rose
- Josh Gates : Cali
- Han Soto : trafiquant de drogue
- Carsten Lorenz : Passager
- Joshua Gillum : Homme aux dreadlocks